# École nationale de la statistique et de l’administration économique
École nationale de la statistique et de l’administration économique – francuska uczelnia w Malakoff, niedaleko Paryża, zaliczająca się do Grandes écoles.

## Znani absolwenci
- Robert Rochefort, francuski socjolog, ekonomista, polityk[2]